# Gmina Ujsoły
Die Gmina Ujsoły ist eine Landgemeinde im Powiat Żywiecki der Woiwodschaft Schlesien in Polen. Ihr Sitz ist das gleichnamige Dorf mit etwa 2400 Einwohnern.

## Geographie
Die Gemeinde liegt im Süden der Woiwodschaft und grenzt an die Slowakei. Die Kreisstadt Żywiec liegt etwa 15 Kilometer nördlich. Nachbargemeinden sind Jeleśnia, Milówka, Rajcza und Węgierska Górka.
Das Gemeindegebiet hat eine Fläche von nahezu 110 km², davon werden 25 Prozent land- und 70 Prozent forstwirtschaftlich genutzt. Sie liegt in den Saybuscher Beskiden, die zu den äußeren Westkarpaten gehören. Zu den Fließgewässern gehört die Ujsoła, sie wird auch Biała Soła genannt.

## Geschichte
Die Landgemeinde wurde 1951 gebildet, drei Jahre später in Gromadas aufgelöst und 1973 wieder gebildet. Sie gehörte zur Woiwodschaft Krakau und kam 1975 zur Woiwodschaft Bielsko-Biała, der Powiat wurde aufgelöst. Zum 1. Januar 1999 kam die Gemeinde zur Woiwodschaft Schlesien und wieder zum Powiat Żywiecki.
Im Jahr 2004 hatte die Gemeinde noch 4686 Einwohner.

## Gliederung
Die Gemeinde besteht aus vier Dörfern mit einem Schulzenamt (sołectwo):
- Glinka
- Soblówka
- Ujsoły
- Złatna